# 海道賢仁
海道 賢仁（かいとう けんし、1969年1月25日 - ）は日本のゲームデザイナー、ゲームディレクター、ゲームプロデューサー。
「ぱぱら快刀」「ゲーム仙人かいぽん」と名乗る事もある。
ゲームディレクター及びゲームデザイナーとして、アーケード、コンソール、ソーシャルゲームなどの多様なプラットフォームで数々のゲームを生み出している。
ゲームプロデューサーとしても活躍し『ICO』『ワンダと巨像』の両タイトルを手掛けた。
家庭用通信カラオケ機『Xー５５』のハードウェア開発にも関わるなど、プラットフォームやジャンルを問わず、オールラウンドに才能を発揮している。

## 経歴
- 1969年 - 石川県金沢市に生まれる。
- 1987年 - （株）タイトーに入社（中央研究所）
- 1997年 - （株）ソニー・コンピューターエンタテインメント
- 2012年 - （株）ツェナワークス

## 作品一覧

### タイトー時代
- 地獄めぐり（1988年　アーケード　ゲームデザイン）
- ナイトストライカー（1989年 アーケード　ゲームディレクター）
- チャンピオンレスラー（1989年　アーケード　ゲームディレクター）
- キャメルトライ（1990年　アーケード　ゲームディレクター）
- ソニックブラストマン（1990年　アーケード　ゲームディレクター）
- ウォーリアーブレード（1992年　アーケード　ゲームディレクター）
- デッドコネクション（1992年　アーケード　ゲームプロデューサー）
- X-55（プラットフォーム開発）※家庭用通信カラオケ機
- クレオパトラフォーチュン（X-55 ゲームデザイナー）

### ソニー・コンピュータエンタテインメント時代
- サルゲッチュ（1999年　PlayStation ゲームデザイナー）
- ICO（2001年　PlayStation 2 ゲームプロデューサー）
- ワンダと巨像　（2005年　PlayStation 2 ゲームプロデューサー）

### ツェナワークス時代
- ドラゴンクエストモンスターパレード（2013年　ゲームプロデューサー）